# زراستان (قلعة خواجة)
زراستان (بالفارسية: زرستان) هي منطقة سكنية تقع في إيران في قسم قلعة خواجة الريفي. يقدر عدد سكانها بـ 93 نسمة بحسب إحصاء 2016.